# Manuel García de Buciños
Manuel García Vázquez, llamado Buciños, nacido el 10 de diciembre de 1938 en Buciños (Carballedo), en la provincia de Lugo, es un escultor gallego.
El pueblo de origen de este escultor acabó configurando su nombre hasta el punto de ser conocido por el mencionado topónimo, como si realmente se tratase de su primer apellido. Fue Eduardo Blanco Amor quien le convenció para llevar el nombre de su lugar natal.

## Trayectoria profesional

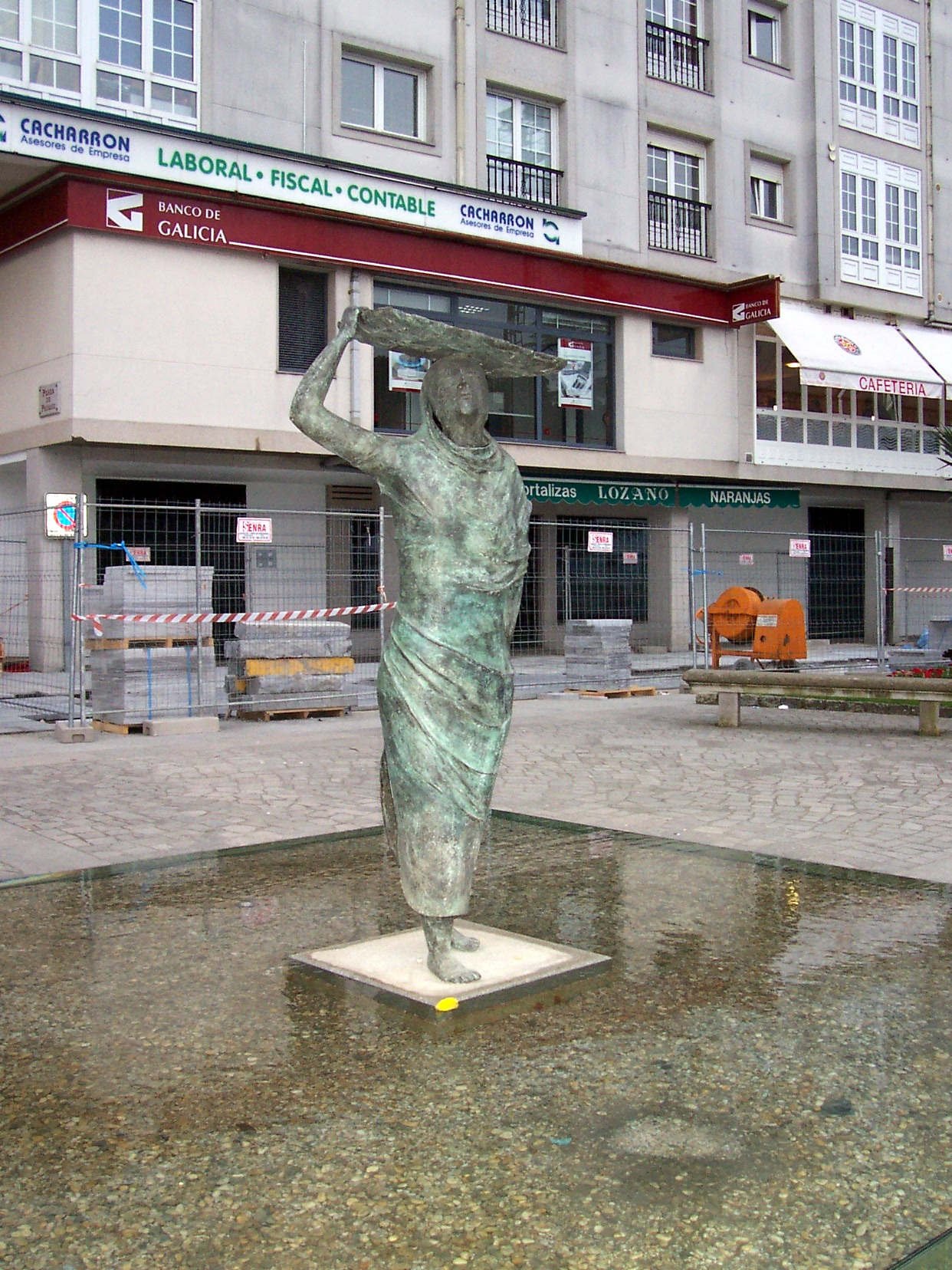
La Rianxeira, escultura en Rianjo.

Aunque nació en la provincia de Lugo a los 10 años se trasladó a Orense para seguir con sus estudios. Más tarde estudió Bellas Artes en Madrid gracias a una ayuda de la Diputación de Orense.
Realizó prácticamente toda su obra en Orense, vinculado al grupo auspiciado por el escritor Vicente Risco, que reunía a nuevos artistas en la taberna de Tucho, y que por su extrema juventud recibió el nombre de Os Artistiñas. En el grupo estaban Xaime Quesada Porto, Xosé Luís de Dios, Acisclo Manzano, Xavier Pousa y Arturo Baltar.

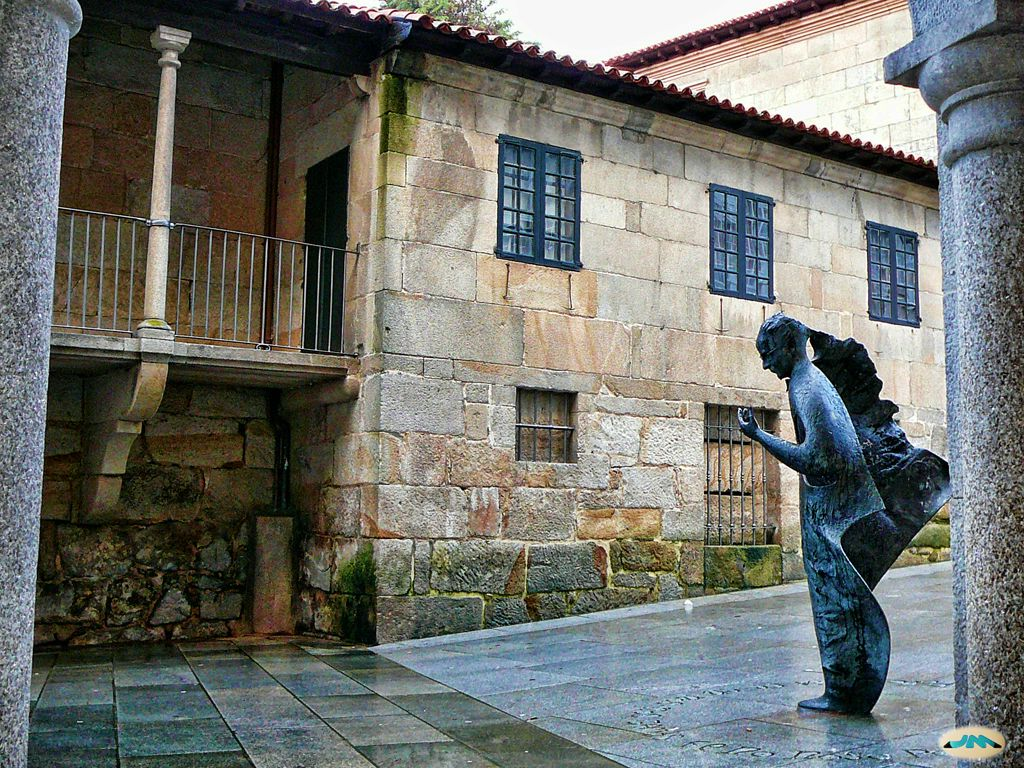
Monumento a Castelao, cuando estaba junto al Museo de Pontevedra.

Comenzó a trabajar la madera, y acusó inicialmente la influencia de Cristino Mallo y quizás de Antón Failde Gago, utilizando la veta para simular prendas y pliegues. Posteriormente trabajaría en bronce y utilizó con frecuencia las cavidades, imaginarios "rotos" en la morfología de sus piezas, que lo identificarían vagamente con Henry Moore, aunque pudo haber estado influenciado por Julio González. Las pronunciadas curvas y los volúmenes a la vez rotundos y suaves confieren a la escultura de Buciños una personalidad muy definida. Sus figuras humanas combinan planos cóncavos y convexos.
Ha realizado numerosas exposiciones en España y en el extranjero. Está representado en todos los museos de Galicia y en numerosas instituciones públicas y colecciones privadas. Sus monumentos, a personajes históricos o puramente ornamentales, abundan en las ciudades gallegas. Suele trabajar en pequeños formatos, aunque también ha practicado la monumentalidad.
En 2020 el Centro Cultural Marcos Valcárcel de Orense estrenó una exposición suya que mostraba toda una vida dedicada a la escultura a través de 60 piezas creadas desde 1962 en las que el artista aportó su mirada y estilo.

## Reconocimientos
Forma parte de la galería de personajes ilustres de Carballedo,y en 2020 fue nombrado hijo adoptivo de la provincia de Orense.
En 2020 recibió el Premio Trasalba.
En 2023 recibió el XXXIX Premio Celanova, Casa dos Poetas.